# Чилийско земетресение
Голямото чилийско земетресение (на испански: Gran terremoto de Valdivia) е земетресението с най-голям магнитуд (9,5), откакто се правят сеизмографски наблюдения. То става в 19:11 UTC (рано след обяд местно време) на 22 май 1960, като епицентърът му е при град Валдивия в Чили, на 700 km южно от столицата Сантяго де Чили. Предшествано е от поредица земетресения от предходния ден, достигащи магнитуд 8 и с епицентър на около 160 km северно.
Въпреки рекордната сила на земетресението, по-голямата част от жертвите и разрушенията са предизвикани от последвалото го цунами с вълни, достигащи височина 25 m. Повечето щети са в южната част на Чили, като загиват около 3000 души. Последвалото след земетресението цунами опустошава и крайбрежието на Япония и Хавайските острови в другия край на Тихия океан.